# Podocarpus salomoniensis
Podocarpus salomoniensis — вид хвойних рослин родини подокарпових.

## Поширення, екологія
Країни поширення: Соломонові Острови (Південні Соломони). Основне середовище проживання це низовинний дощовий ліс, особливо на крутих схилах, хоча він також був записаний у заболочених лісах. Висотний діапазон варіюється від близько рівня моря до близько 900 м над рівнем моря.

## Використання
Вид є корисним деревинним деревом і виробляє м'яку, легку деревину для легких конструкцій.

## Загрози та охорона
Гірський видобуток загрожує місцевим субпопуляціям на островах, таких як Сан-Хорхе, де ультраосновна рослинність значною мірою зруйнована. Втрата середовища існування від переходу на сільське господарство, можливо, також зробили вплив. Вплив від рубок є невизначеним. На Соломонових Островах дуже мало офіційно охоронюваних районів.